# Klinochwostka paskowana
Klinochwostka paskowana (Tapera naevia) – gatunek średniej wielkości ptaka z rodziny kukułkowatych (Cuculidae). Jedyny przedstawiciel rodzaju Tapera. Występuje w obszarze od południowego Meksyku do północnej Argentyny i Urugwaju.

## Systematyka i zasięg występowania
Obecnie (2020) Międzynarodowy Komitet Ornitologiczny (IOC) uznaje klinochwostkę paskowaną za gatunek monotypowy. Niektórzy autorzy wyróżniają jednak dwa podgatunki: 
- T. n. excellens (P. L. Sclater, 1858) – od południowego Meksyku do wschodniej Panamy
- T. n. naevia (Linnaeus, 1766) – Kolumbia na wschód po region Gujana oraz na południe po zachodni Ekwador, północne Peru, ponadto Brazylia i dalej na południe po Boliwię, Paragwaj, północną Argentynę i Urugwaj; wyspy Margarita (Wenezuela) i Trynidad.

Niekiedy populację z południowej Brazylii i północnej Argentyny zaliczano do trzeciego podgatunku – T. n. chochi.

## Morfologia
Długość ciała wynosi 26–29 cm, w tym dzioba 17,1–23,2 mm i ogona 148–194 mm. Skrzydło mierzy 104–123 mm, skok 30–36,1 mm. Na głowie ruchomy czub, złożony z szarobrązowych do rdzawych piór z białą kropką na końcu. Pióra na karku, grzbiecie i pokrywach skrzydłowych w środku brązowe, po bokach białawo-rdzawe. Pokrywy lotek I rzędu z białą kropką na końcu. Lotki brązowe z białymi obrzeżeniami chorągiewek zewnętrznych. Nad okiem biała brew. Spód ciała płowy, sterówki brązowe, ciemniejsze w okolicach stosiny. Osobniki młode z wierzchu w płowe plamy.

## Środowisko
Zasiedla zakrzewienia w lesie, osobno, namorzyny, krzewy na wyspach na rzekach, pastwiska oraz skraje lasów. Spotykana na wysokości 800–1500 m n.p.m., w Wenezueli i Ekwadorze do 2300–2500 m n.p.m.

## Zachowanie
Klinochwostka paskowana przebywa samotnie; płochliwa. Dokonuje kąpieli piaskowych (ang. dust/sand bathing). W trakcie żerowania rozkłada skrzydełko i idzie kiwając się, prawdopodobnie celem wypłoszenia ofiary. Rozkłada skrzydełko również wtedy, gdy jest zaniepokojona lub wystraszona. Pożywienie stanowią koniki polne, gąsienice, ważki, karaluchy, chrząszcze, pająki i ślimaki.

## Lęgi
W Oaxaca w Meksyku lęgi odnotowano w czerwcu, w Panamie od stycznia do czerwca, w Kolumbii w kwietniu, w Wenezueli we wrześniu; w Surinamie lęgi prowadzone są niezależnie od pory roku. Jest pasożytem lęgowym, preferuje ptaki z gniazdami zakrytymi lub kopulastymi; często są to przedstawiciele garncarzowatych.
Wykazano pasożytnictwo lęgowe na następujących gatunkach: złotobrodzik (Schoeniophylax phryganophila), ogończyki: andyjski (Synallaxis azarae), gajowy (S. frontalis), ubogi (S. spixi), blady (S. albescens), płowy (S. guajanensis), kreskowany (S. cinnamomea) i meksykański (S. erythrothorax), moczarnik cynamonowy (Certhiaxis cinnamomeus), koszykarz krótkodzioby (Asthenes baeri), cierniak czerwonooki (Phacellodromus erythrophthalmus), cierniak rudoczelny (P. rufifrons), cierniak duży (P. ruber), cierniak cętkowany (P. striaticollis), liściowiec złotoczelny (Philydor rufum), wodopławik białogłowy (Arundinicola leucocephala), wszystkie gatunki z rodzaju Myiozetetes, pręgostrzyżyk skromny (Cantorchilus modestus), pręgostrzyżyk rdzawy (Thryophilus rufalbus) oraz ciszek siwogłowy (Arremonops conirostris).
Jaja mają barwę od białoniebieskich, poprzez zielononiebieskie po zielonkawe, wymiary około 21×16 mm. Inkubacja trwa 15–16 dni (jeżeli jaja zostały złożone do gniazda przedstawiciela Synallaxis jest to 17–18 dni). Pisklę klinochwostki w przeciągu 24 godzin od wyklucia zabija pisklęta gospodarza dziobem; są one potem usuwane z gniazda przez ich rodziców. Młode jest karmione do 36 dni od wyklucia. W trakcie opierzania się wydziela z siebie nieprzyjemny zapach.
W Surinamie spośród 21 zbadanych gniazd moczarnika cynamonowego 14 zawierało jaja klinochwostki paskowanej.

## Status
Międzynarodowa Unia Ochrony Przyrody (IUCN) uznaje klinochwostkę paskowaną za gatunek najmniejszej troski (LC – Least Concern) nieprzerwanie od 1988 roku. Liczebność światowej populacji, według szacunków organizacji Partners in Flight z 2019 roku, mieści się w przedziale 0,5–5,0 milionów osobników. Trend liczebności populacji uznaje się za stabilny.